# Ulster Football Club
L'Ulster Football Club est un club de football nord-irlandais basé à Ballynafeigh, un quartier situé au sud de Belfast, fondé en 1891 et disparu au cours des années 1930. Le point d'orgue de l'histoire du club est une victoire en Irish Cup en 1887.

## Histoire
Le club est fondé en 1877 sous la forme d'un club de rugby à XV avant d'adopter rapidement les règles du football. De ce fait, il est un des membres fondateurs en 1890 du championnat d'Irlande de football qui deviendra ensuite, après la partition de l'île, le championnat d'Irlande du Nord de football.
Il joue ses matchs au Ulster Cricket Ground.
Le 24 octobre 1878, le club accueille un match de démonstration de football entre deux équipes écossaises Queen's Park et Caledonian. Ce match est reconnu comme étant un des tout premiers matchs de football disputé sur l'île d'Irlande. Une deuxième démonstration a lieu en 1879 entre une équipe dénommée Ulster XI et un club écossais dénommé Lenzie.
Durant les années 1880 et le début des années 1890, le club et son stade sont des éléments importants du développement du football à Belfast. Le club dispute à trois occasions la finale de l'Irish Cup et remporte la compétition en 1887 en battant Cliftonville sur le score de 3 buts à 0 en finale.
Le club participe au championnat pendant les quatre premières saisons, avant de se retirer de l'épreuve. Lors des deux premières saisons Ulster FC termine à la deuxième place du classement, devancé à chaque fois par le Linfield FC. Il réintègre le championnat national en 1901 pour deux saisons seulement. Il quitte ensuite le monde du football pour rejouer au rugby jusqu'à sa disparition dans les années 1930.

## Palmarès
- Irish Cup : 1
  - Vainqueur en 1886-1887
  - Finaliste en 1882-1883 et en 1890-1891

- Irish Football League : 0
  - Vice-champion en 1890-1891 et en 1891-1892

## Joueurs
Douze joueurs du club ont été sélectionnés en équipe d'Irlande pour un total de 44 sélections,.
Il s'agit de : Bill Cunningham, William Fox, Jack Hastings, Jack Henderson, William McCabe, Alec McCartney, Fred McKee, Bob Moore, Jack Reid, Jack Reynolds, Jimmy Watson et James Williams.